# Keda (Georgia)
Keda (en georgiano: ქედა) es un asentamiento urbano de Georgia ubicado en el suroeste de la República Autónoma de Ayaria, siendo la capital del municipio homónimo. 

## Geografía
Keda se encuentra en la confluencia de los ríos Acharistskali (literalmente "río de Adjara") y Akavreta, 42 kilómetros al este de Batumi.

## Historia
Keda fue un puesto comercial en el siglo XIX. Según Vajushti de Kartli, Keda era un pueblo como un pequeño pueblo donde vivían los comerciantes y para Dimitri Bakradze, era un pueblo agrícola en el que los comerciantes practicaban el comercio en 1874. En esos tiempos, la localidad constaba de cuatro distritos: Keda, Asanuri, Ortsva y Guleli.
Después de que el pueblo fuera la sede de un raion desde la década de 1930, se le dio el estatus de daba o ciudad pequeña en 1966.

## Demografía
La evolución demográfica de Keda entre 1923 y 2014 fue la siguiente:
| 124                                             | 624 | 627 | 595 | 815 | 1197 | 1244 | 1510 | 1285 |
| (Fuente: Population of Georgia in Soviet times) |     |     |     |     |      |      |      |      |

Según el último censo del año 2014, el pueblo tenía una población de aproximadamente 1.510 habitantes, mayoritariamente georgianos.
|              | 1939      | 1939       | 2014      | 2014       |
| Grupo étnico | Población | Porcentaje | Población | Porcentaje |
| ------------ | --------- | ---------- | --------- | ---------- |
| Georgianos   | 472       | 75,6%      | 1504      | 99,6%      |
| Rusos        | 99        | 15,9%      | 3         | 0,2%       |
| Ucranianos   | 99        | 15,9%      | 2         | 0,13%      |
| Abjasios     | -         | -          | 1         | 0,07%      |
| Griegos      | 25        | 4%         | -         | -          |
| Armenios     | 20        | 3,2%       | -         | -          |
| Total        | 624       | 100%       | 1510      | 100%       |

## Economía
En la época soviética, una fábrica de té, una lechería y un aserradero, y una escuela técnica agrícola funcionaron en el pueblo.

## Infraestructura

### Transporte
Solo una carretera nacional pasa por Keda, la Sh1 que une Batumi y Ajaltsije, una conexión importante entre Ayaria y Mesjetia-Yavajetia a través del paso de Goderdzi. Keda cuenta con minibuses (marshutkas) desde Batumi.